# Aculus parvus
Aculus parvus är en spindeldjursart som först beskrevs av Alfred Nalepa 1892.  Aculus parvus ingår i släktet Aculus, och familjen Eriophyidae. Arten är reproducerande i Sverige.